# Royal Ballet School
Die Royal Ballet School ist eine Londoner Schule mit Ballettausbildung und gehört zu den führenden Ballettschulen weltweit. Sie befindet sich in der White Lodge, Richmond upon Thames und Floral Street (Covent Garden).

## Geschichte
Die Royal Ballet School ging 1931 aus der 1926 von Dame Ninette de Valois gegründeten Academy of Choreographic Art hervor. Dabei wurde die Schule dem Sadler’s Wells Theatre angeschlossen und in die The Vic-Wells Ballet School umbenannt. 1939 folgte eine weitere Umbenennung in The Sadler’s Wells Ballet School. Seit der Verleihung des „Royal Charter“ im Jahre 1956 trägt die Schule ihren jetzigen Namen, The Royal Ballet School.

## Ausbildung
Die Schule ist in zwei Abteilungen unterteilt: Die Lower School für 11- bis 16-jährige und Upper School für 16- bis 19-jährige Schüler. Sie kooperiert mit dem Royal Ballett London und mit dem Birmingham Royal Ballet.
Die Schule ist als Internat konzipiert und bietet neben der tänzerischen Ausbildung auch eine akademische. Fast alle Schüler machen, aufgrund der zeitlich begrenzten Karriere eines Bühnentänzers, zusätzlich ihr Abitur. Die tänzerische Ausbildung umfasst neben dem klassischen Ballett, Solotanz und Pas de deux auch Charaktertanz, zeitgenössischen Tanz und englische Folkloretänze wie Morris-Tanz.

## Bekannte Absolventen
- Darcey Bussell
- Simone Clarke
- Alessandra Ferri
- Margot Fonteyn
- Mayara Magri
- John Neumeier
- Marianela Núñez
- Christopher Wheeldon